# Hyphessobrycon taurocephalus
O Hyphessobrycon taurocephalus é uma espécie endêmica do Brasil restrita ao rio Iguaçu.

## Área de Ocorrência
Conhecida apenas da série-tipo coletada em 1908 nas cercanias de uma antiga estação ferroviária, em ramal já desativado, às margens do rio Iguaçu, na localidade de Serrinha, próxima à cidade de Balsa Nova, no estado do Paraná.

## População
Apesar do considerável esforço para conseguir amostras de  a espécie não foi reencontrada. Contudo, ainda restam muitas localidades na bacia do rio Iguaçu a serem adequadamente amostradas (Serrinha e União da Vitória). Por conta disso, não é possível tecer afirmações conclusivas sobre o seu real status. Também não se pode descartar a possibilidade de ter havido alguma confusão na procedência do material desta espécie por parte de seu coletor, J. D. Haseman. Por motivos óbvios, a biologia da espécie é completamente desconhecida

## Ameaças
A construção de barragens e a expansão urbana são as principais ameaças que podem afetar Hyphessobrycon taurocephalus na bacia do rio Iguaçu, uma vez que resulta na perda de habitats e na modificação dos ciclos hidrológicos. Além disso, cursos de água menores, onde a espécie também foi aparentemente registrada, são mais suscetíveis à ação antrópica em função de seu volume reduzido e maior interação com o meio terrestre, sendo os primeiros ambientes a sofrer impacto no processo de colonização de novas áreas.

## Estado de Conservação
O ICMBio categorizou Hyphessobrycon taurocephalus como Criticamente em Perigo (CR) pelo critério D, estando possivelmente extinta (PE), Lista PEX do Brasil.